# Wuchzenhofen
Wuchzenhofen ist ein Stadtteil der Großen Kreisstadt Leutkirch im Allgäu im Landkreis Ravensburg.

## Gemeindegliederung
Die Ortschaft Wuchzenhofen untergliedert sich in die Teilorte Wuchzenhofen, Adrazhofen, Balterazhofen, Niederhofen, Ottmannshofen, Almishofen und Wielazhofen.
Auf der Gemarkung gibt es weitere Weiler und Wohnplätze: Allmishofen, Bauernhalden, Berghof, Bergschmid, Boschenmühle, Einsiedler, Furt, Geigers, Glockenreute, Grafenbrandhöfe, Grenzhof, Großenbauer, Gschwend, Haldenhof, Hammerschmiede, Hasenberg, Hinterer Spitalhof, Höll, Kesselbrunn, Kiechle, Lauben, Metzger, Luttolsberg, Neumühle, Nibelhöfe, Nonnenbühl, Ölmühle, Quellenhof, Schachen, Schadenhof, Schorniggelhäuser, Schorniggelhöfe, Spitalriedhöfe, Talhof, Tannhöfe, Vorderer Spitalhof, Waldbauer, Weiherhof und Weißweber.

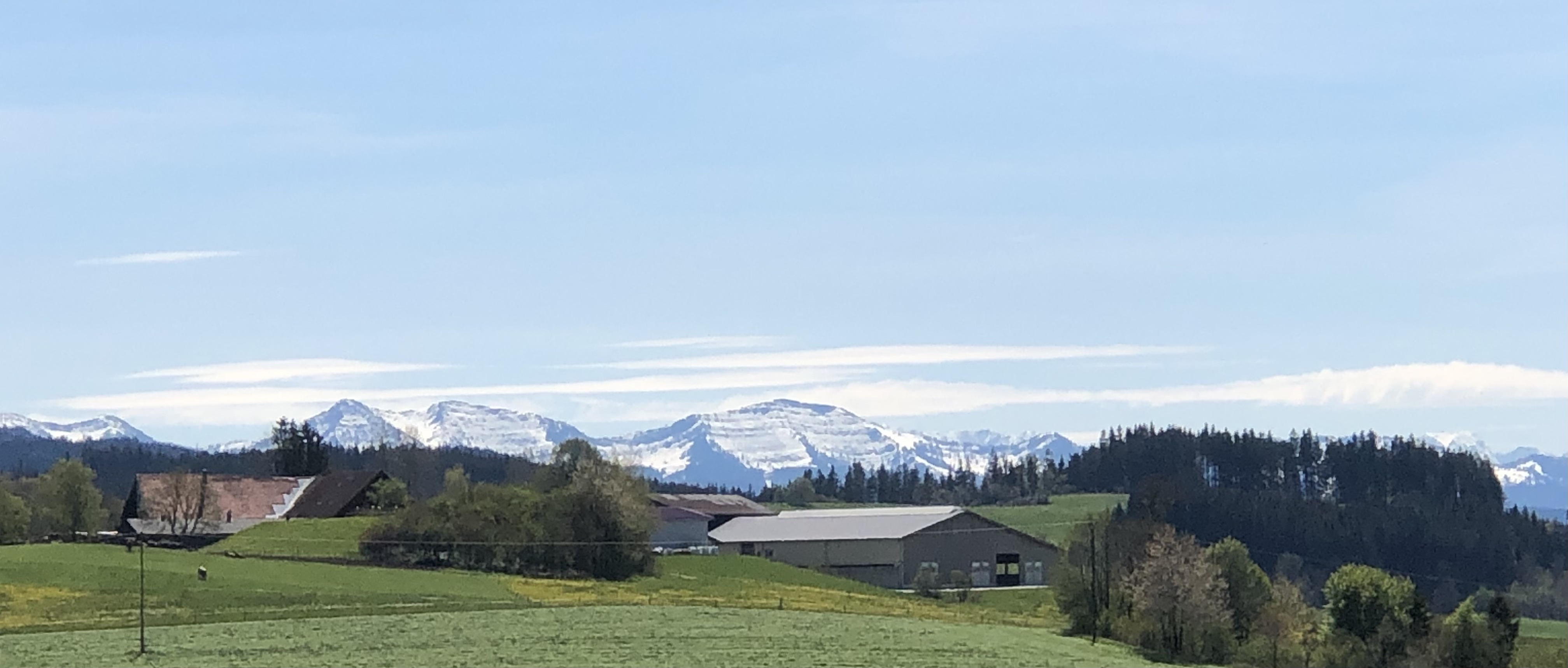
Blick auf den Hochgrat
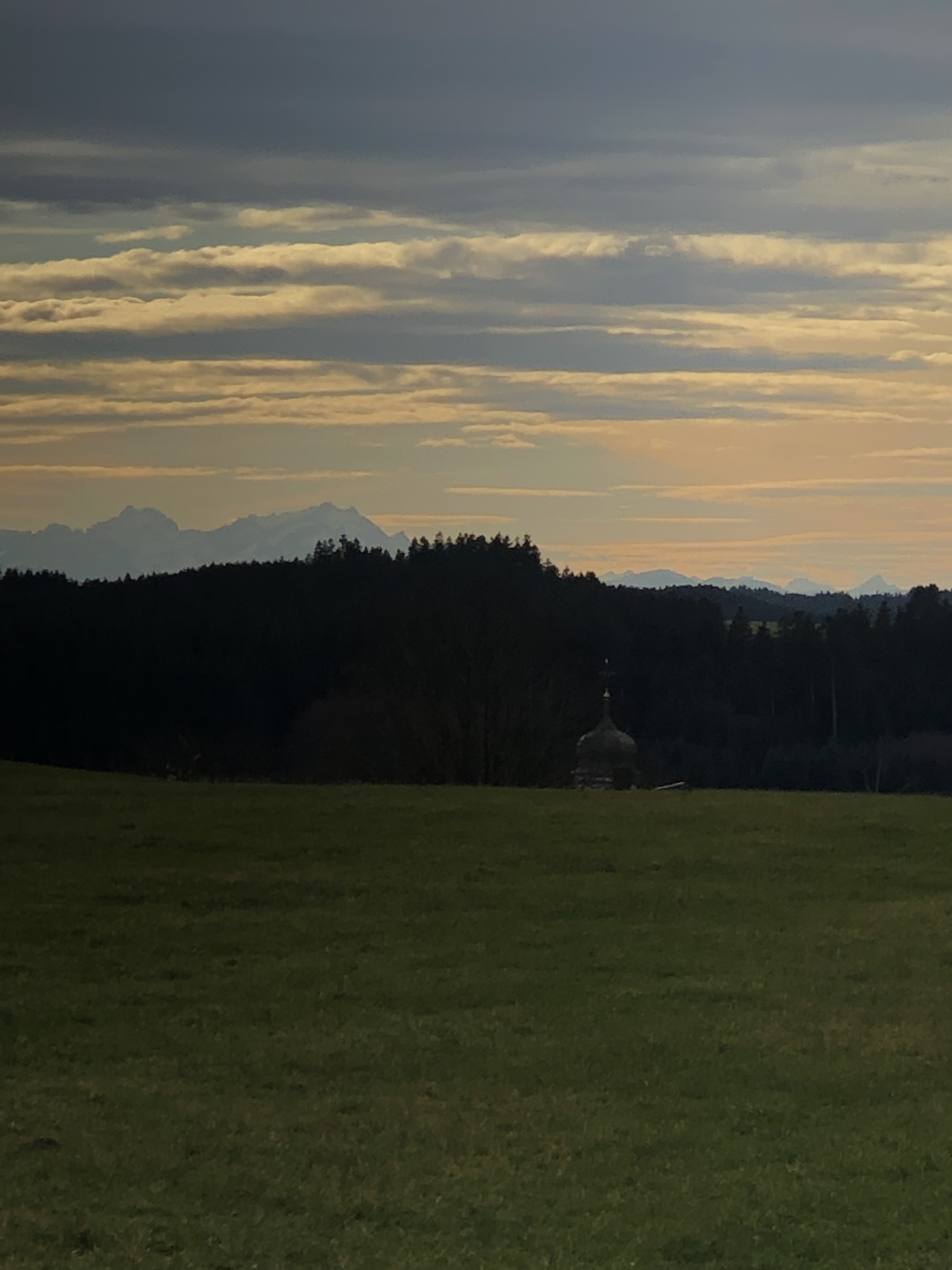
Blick auf den Säntis
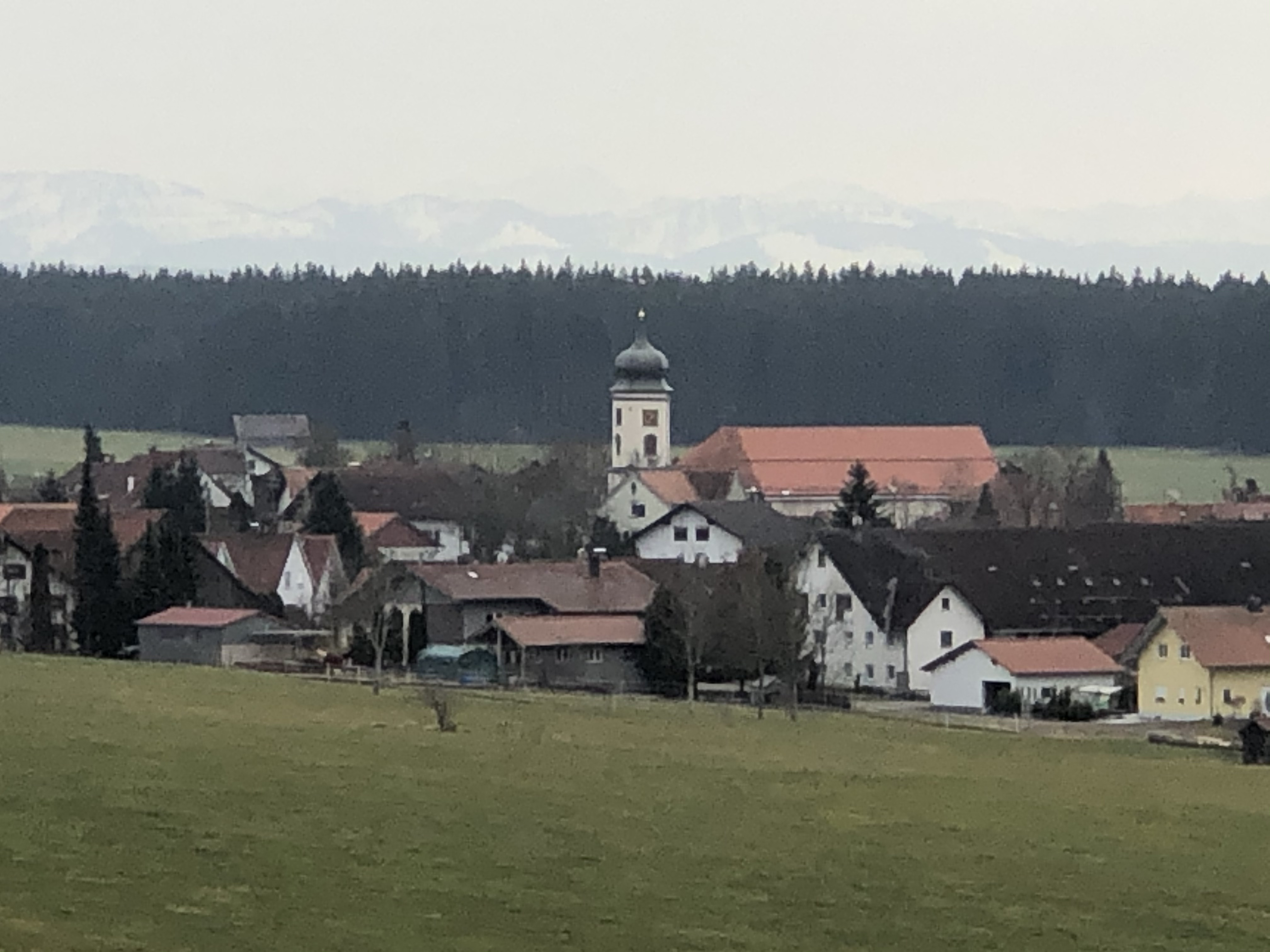
Blick Richtung Nagelfluhkette
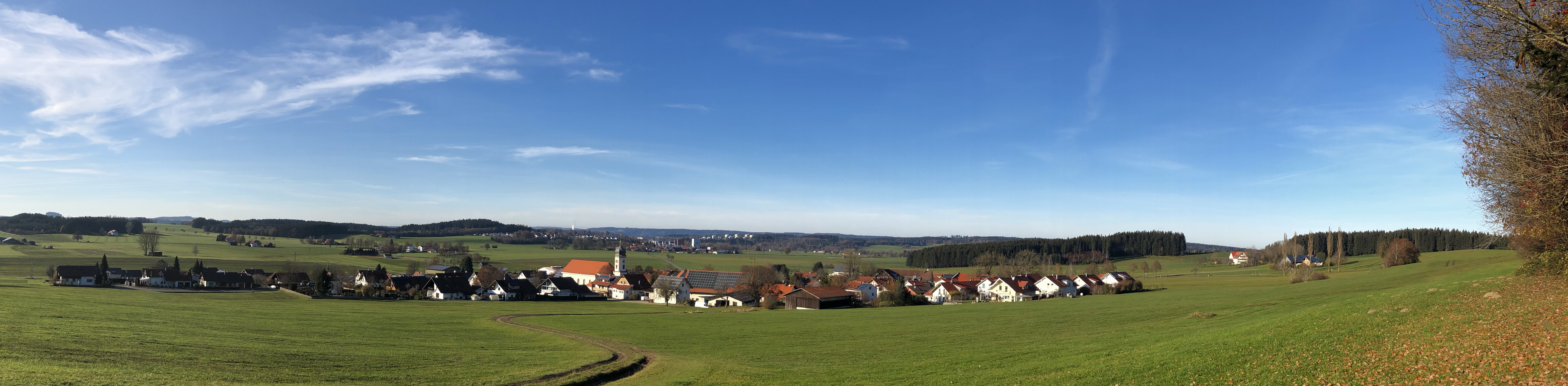
Panorama Wuchzenhofen

## Geschichte
Wuchzenhofen entstammt einer Siedlung des 8./9. Jahrhunderts. Um 1166 übergaben Ripertus von Niederhofen (Ministeriale der Grafen von Veringen) und sein Sohn Berthold ihr Rittergut (praedium) in Rimpach und ihren Teil an der Kirche in Enkenhofen dem Kloster Isny. Dies bezeugen Heinrich von Christazhofen, Berthold und Heinrich von Trauchburg und Berthold von Muthmannshofen.

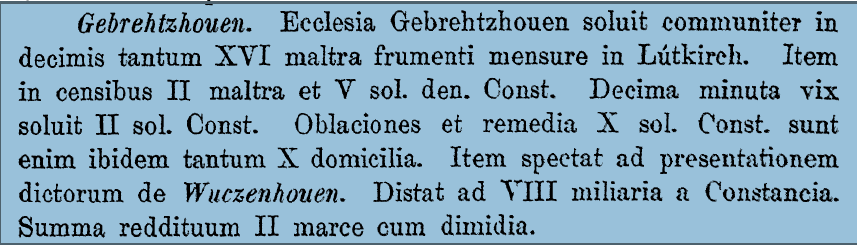
Urkundliche Erwähnung im Liber Taxationis et marxaum constantiente

Die Siedlung wurde 1353 erstmals urkundlich im Liber Taxationis et marxaum constantiente erwähnt als Wuczenhoven (Personenname). Die Ansiedlung war Teil des ehemaligen Amtes Gebrazhofen, das zur Landvogtei Schwaben gehörte. Wuchzenhofen war somit Teil Vorderösterreichs und bestand aus meist bäuerlichen Eigengütern.
Im Jahre 1747 begann die Vereinödung. Folglich entstanden die Ortsteile Bauernhalden, Boschenmühle, Gschwend, Holl, Holzbauer und Weißweber. 1806 kam das Dorf zum Königreich Bayern und durch den Pariser Frieden 1810 unter württembergische Oberhoheit (Königreich Württemberg). Danach wurde Wuchzenhofen in das Oberamt Leutkirch eingebunden.
1811 wurde sie Schultheißerei Wuchzenhofen gebildet. Im Jahre 1819 wurde die Schultheißerei Niederhofen eingemeindet.
Mit der Auflösung des Landkreises/Oberamt Leutkirch 1938 erfolgte die Eingliederung in den Landkreis Wangen. 1973 kam Wuchzenhofen zum Landkreis Ravensburg. Am 1. Juni 1972 wurde Wuchzenhofen mit der Gemeindereform in die Stadt Leutkirch eingegliedert.
Die ehemalige Postleitzahl lautete 7790.

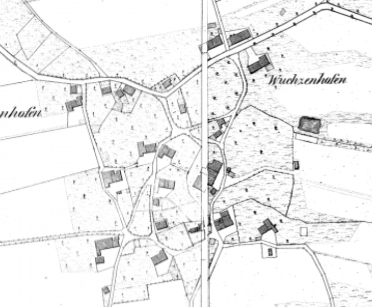
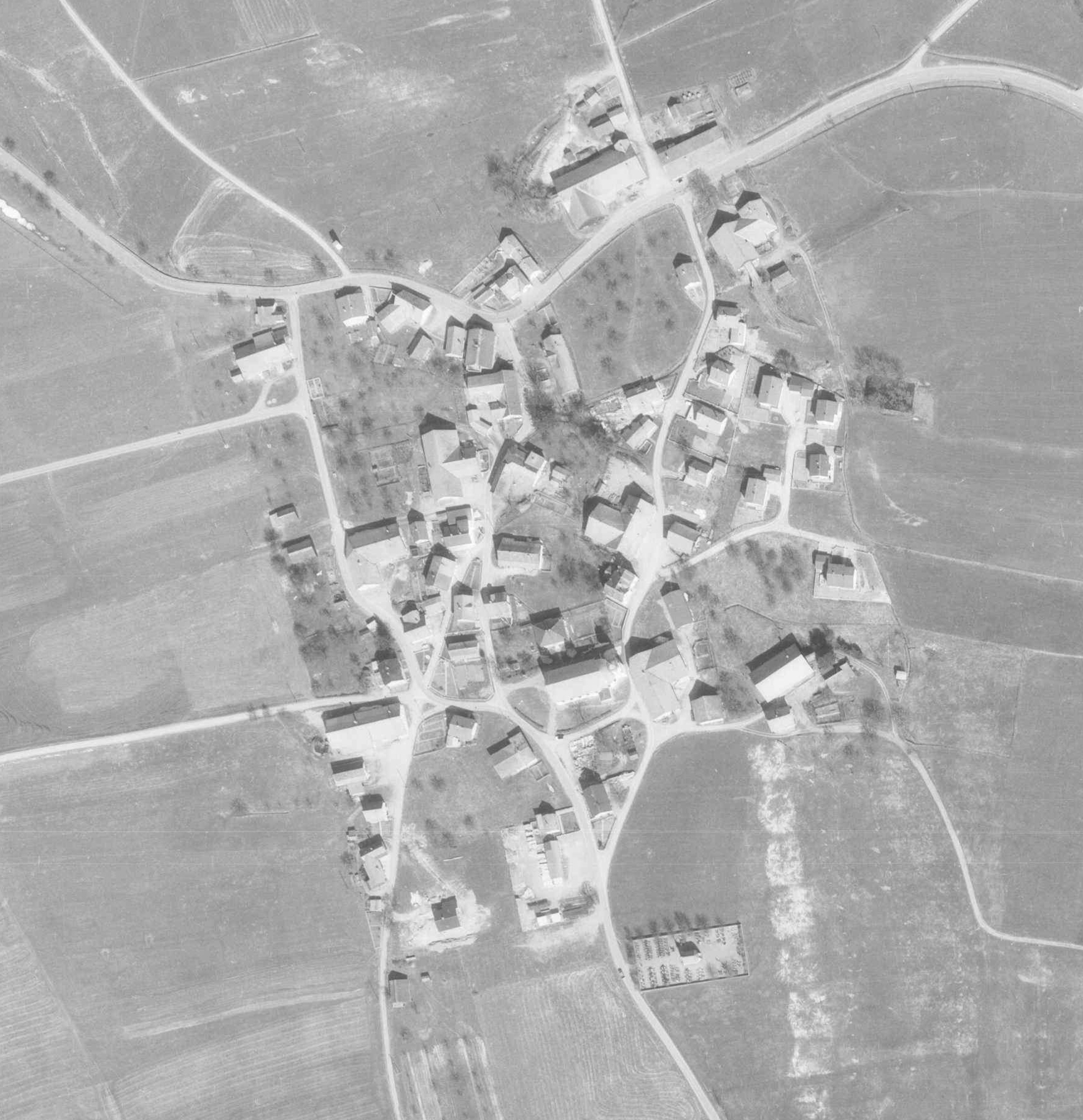

## Politik
Die Ortsverwaltung befindet sich in der Teilgemeinde Adrazhofen.
Ortsvorsteher ist Edwin Waizenegger.

## Wirtschaft und Infrastruktur

### Bildung
Der katholische Kindergarten St. Martin befand sich in der Teilgemeinde Adrazhofen. Der Neubau des Kindergartens im Weiler Tannhöfe zwischen Adrazhofen und Wuchzenhofen wurde 2023 eröffnet.
Die Grund- und Werkrealschule Wuchzenhofen befindet sich ebenfalls im Weiler Tannhöfe. Dieser Schulkomplex wurde im Jahre 1964 errichtet. Zuvor hatte sich die Schule im Ortskern von Wuchzenhofen befunden. Die Schule wurde 1983 erweitert und 1990 grundlegend saniert.
Die Alte Schule mit angeschlossenem Feuerwehrhaus ist Sitz der Freiwillgen Feuerwehr Wuchzenhofen.

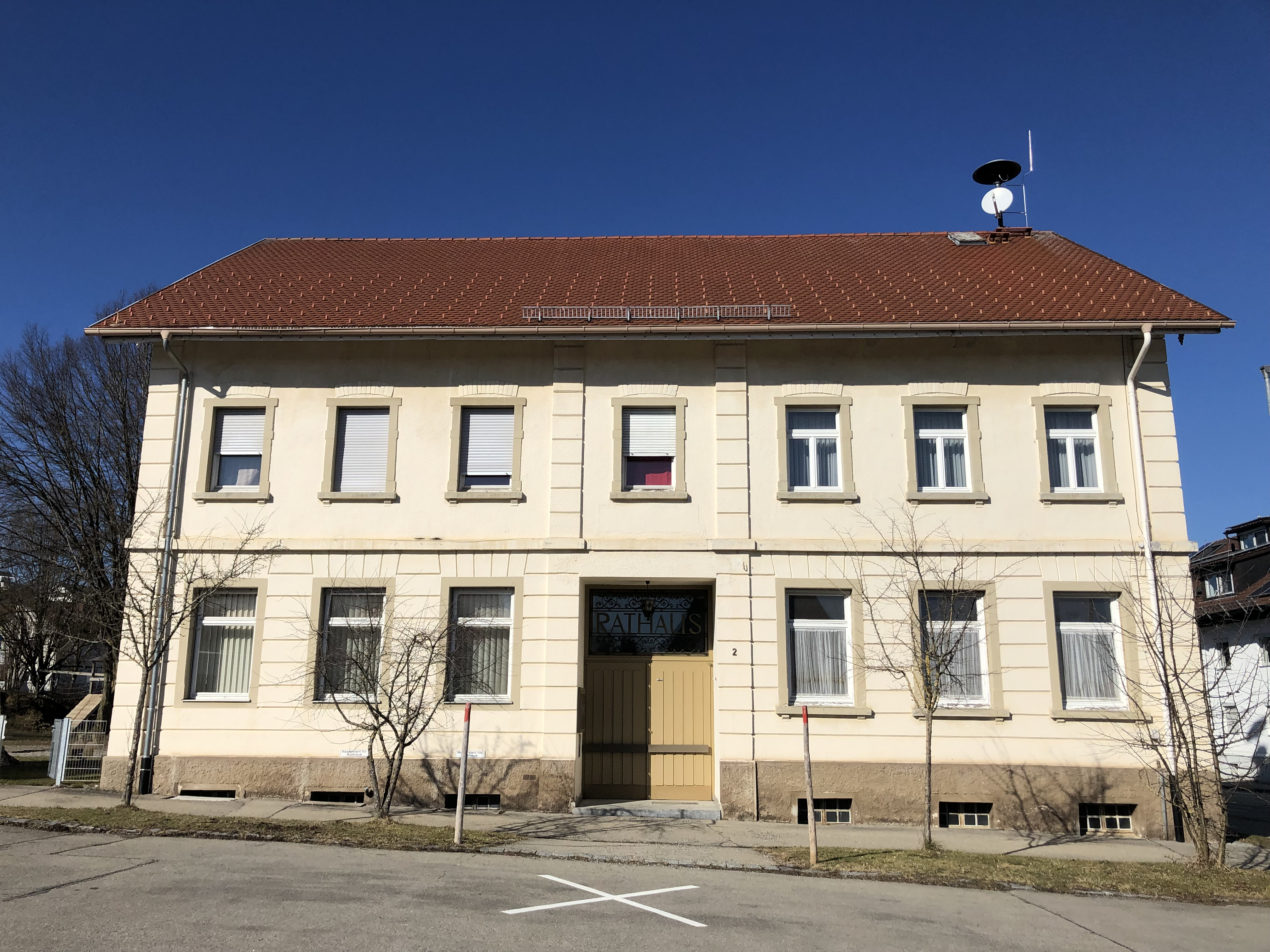
Rathaus Adrazhofen
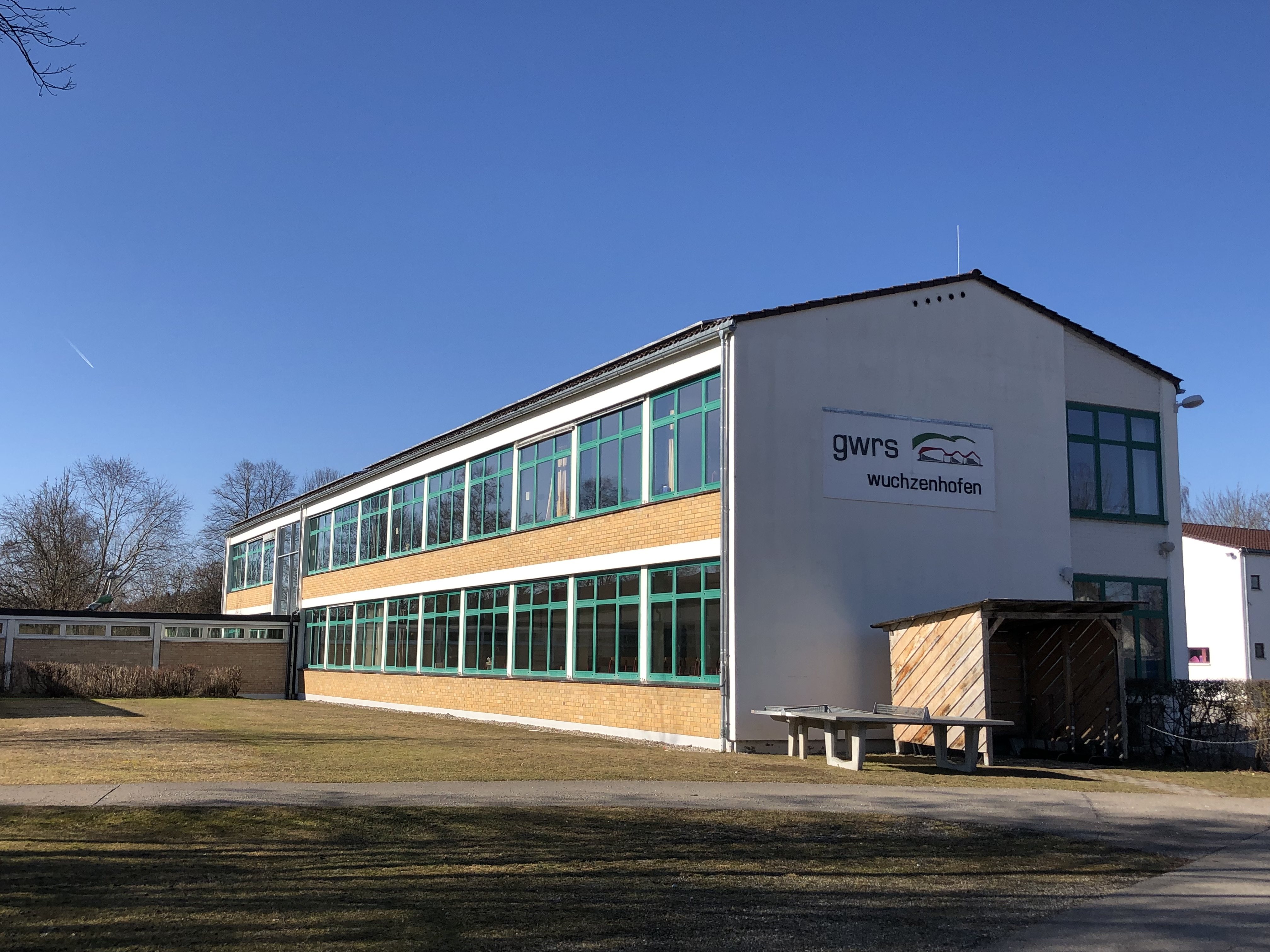
Schule Ansicht West
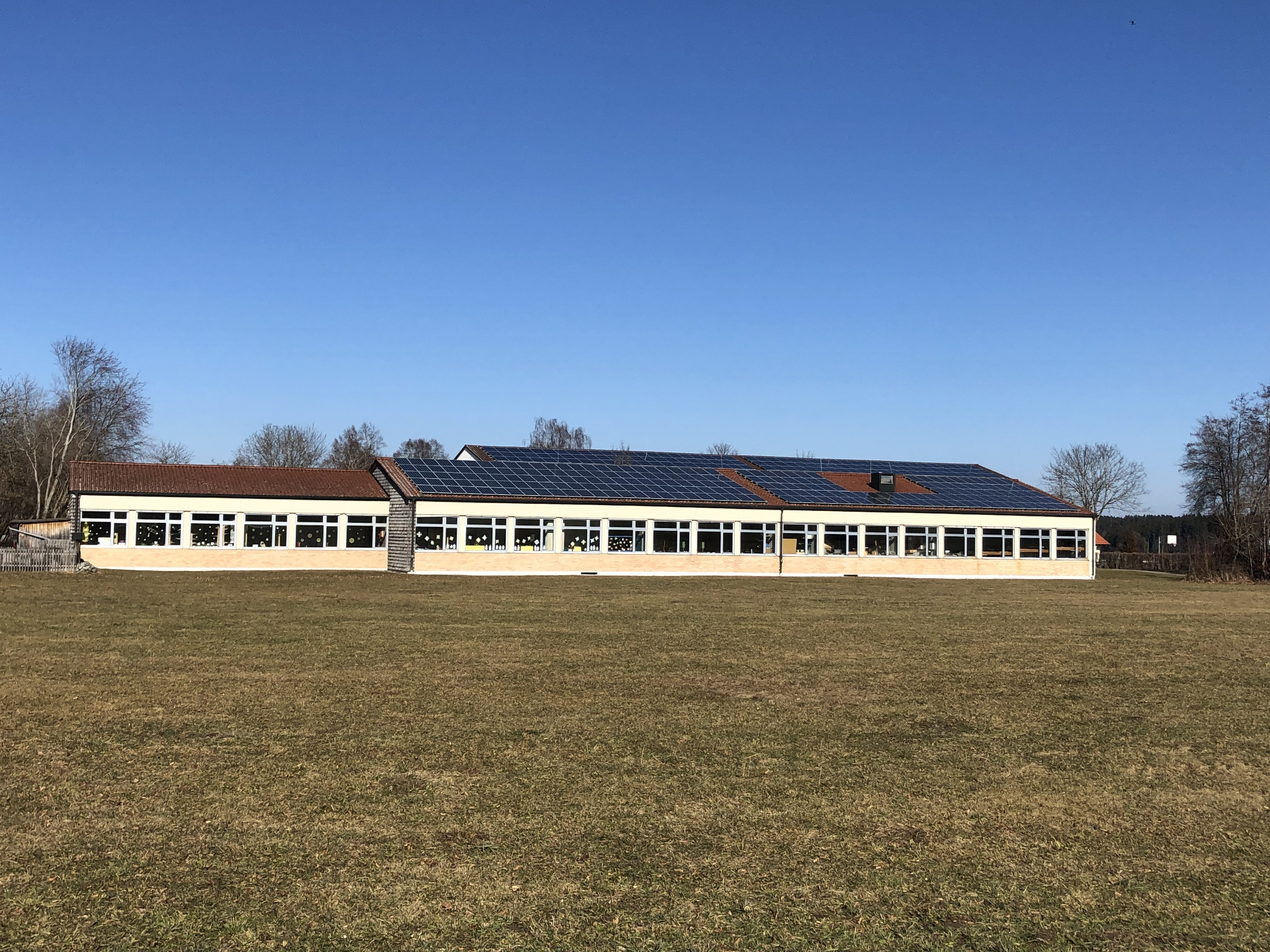
Schule Ansicht Nord
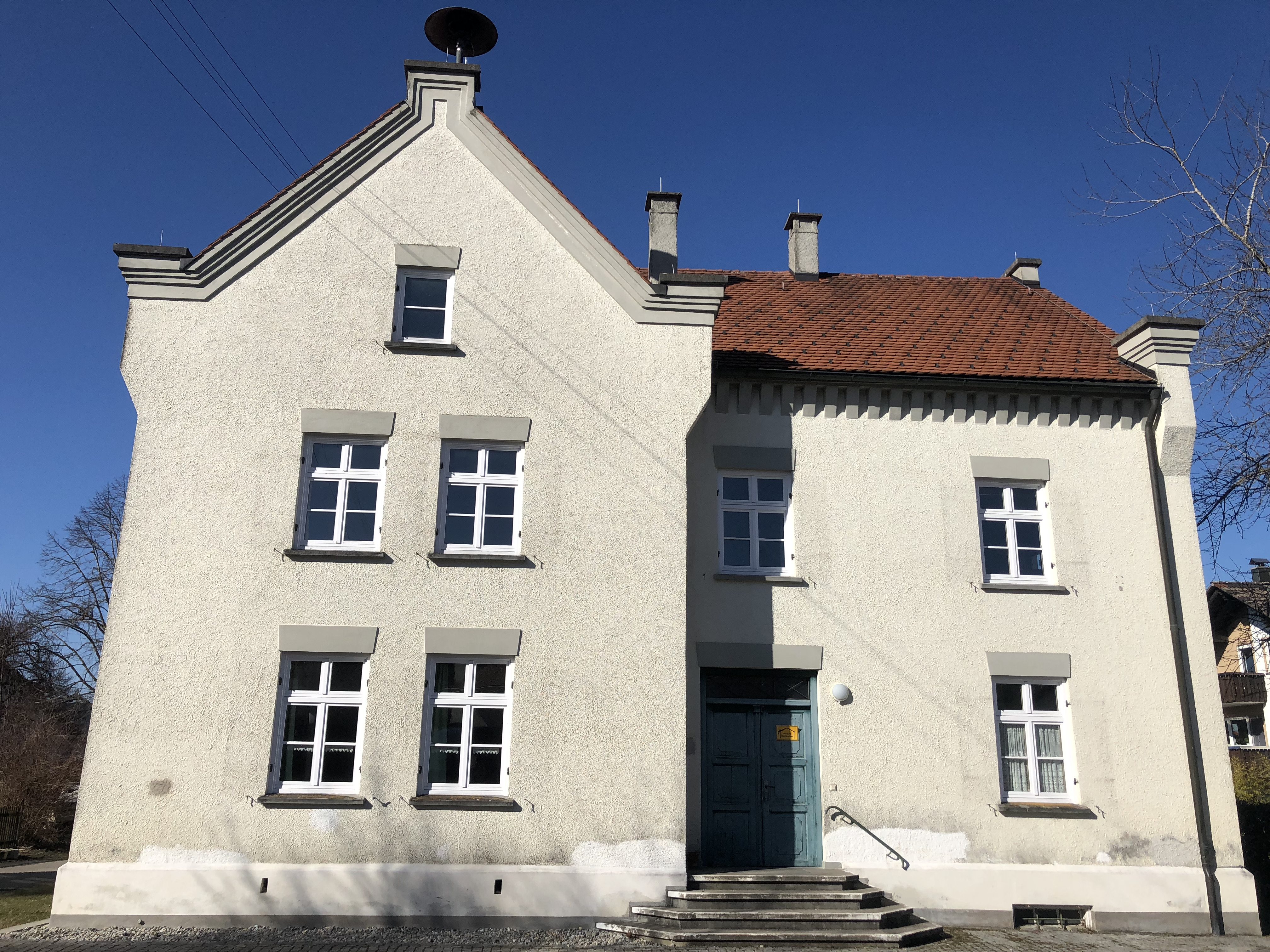
Portal Alte Schule
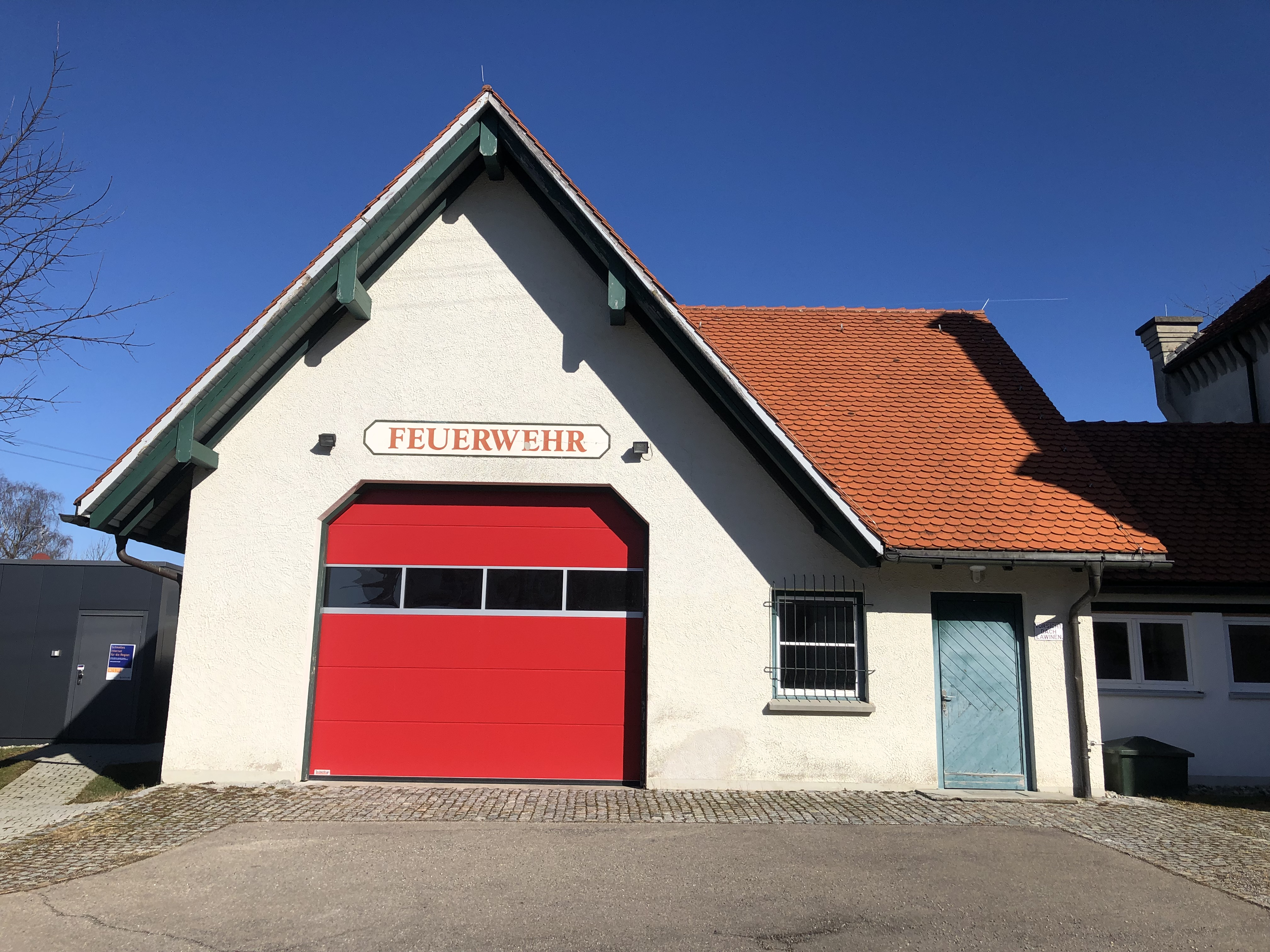
Feuerwehrhaus in der Alten Schule

## Vereine
- TSV Wuchzenhofen e. V.
- FC Wuchzenhofen 06 e. V.
- TC Wuchzenhofen e. V.
- Musikverein Wuchzenhofen
- Schützenverein Wuchzenhofen
- NZ Wuchzenhofen Blätterhexen vom Johanneswald
- Freiwillige Feuerwehr Wuchzenhofen

## Sehenswürdigkeiten
1353 römisch-katholische Kirche St Johannes Baptista. Die spätklassizistische Pfarrkirche wurde 1842 erbaut. Wuchzenhofen gehört zum Dekanat Allgäu-Oberschwaben in der Diözese Rottenburg-Stuttgart.
In der Nähe von Wuchzenhofen befindet sich am Standort einer ehemaligen Heeresmunitionanstalt der Center Parcs Allgäu.

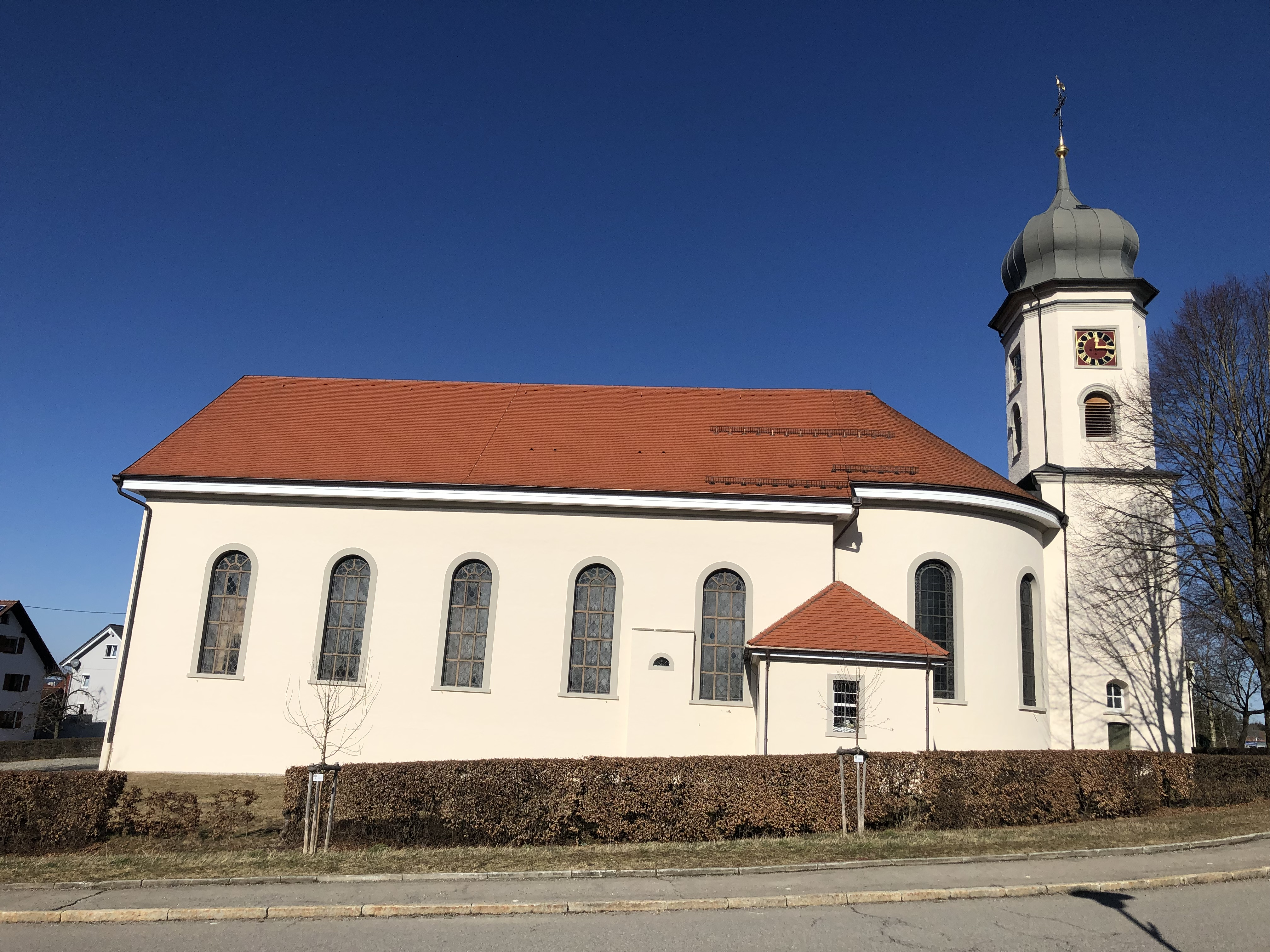
Kirche Wuchzenhofen
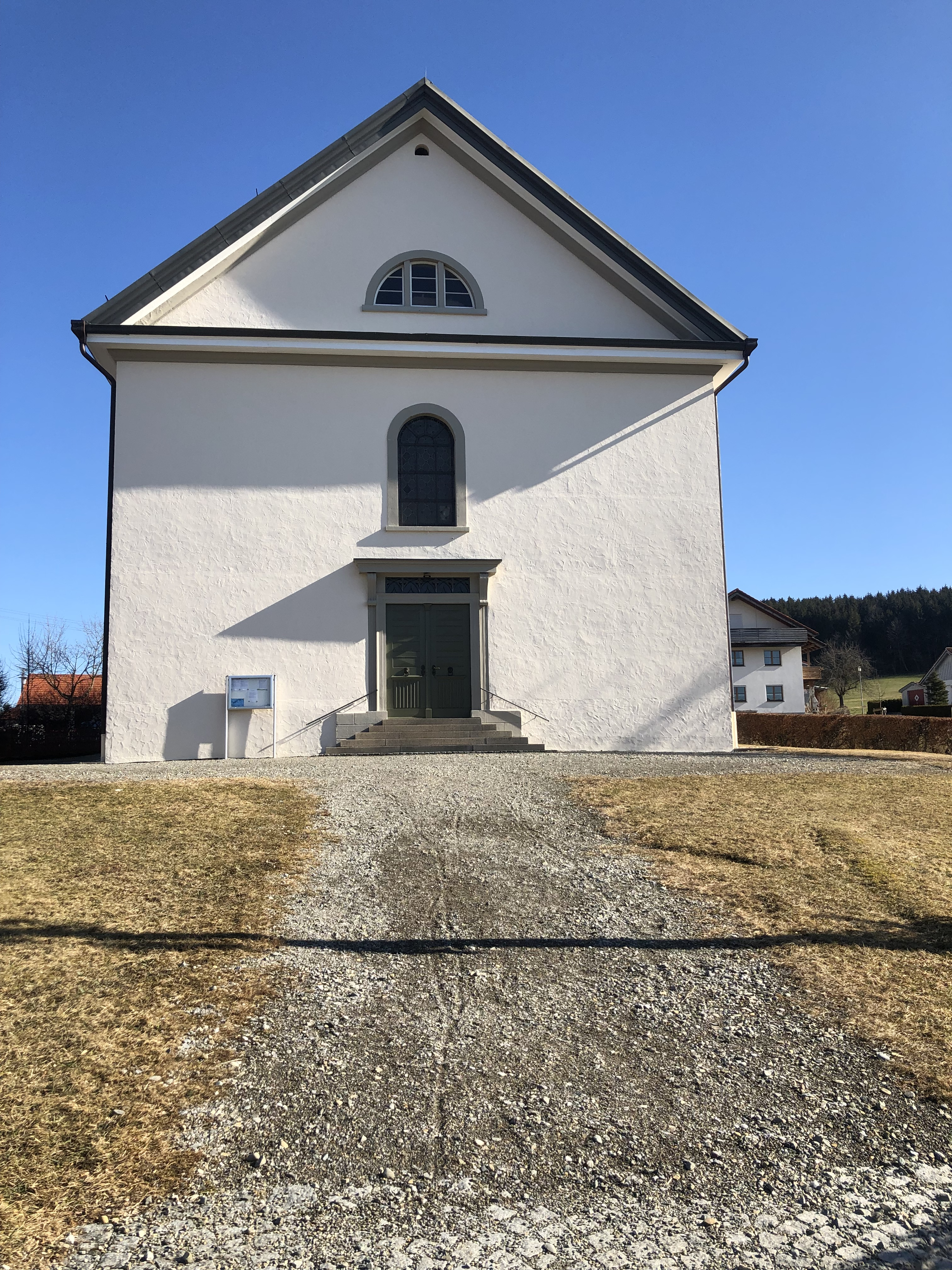
Kirche Wuchzenhofen Portal

## Wirtschaft und Infrastruktur

### Verkehr
Durch Wuchzenhofen verläuft die Landstraße L308.